# Heaven (Emeli Sandé)
Heaven è un brano musicale della cantante scozzese Emeli Sandé, pubblicato come suo singolo di debutto. Il brano è stato scritto da Sandé, Naughty Boy, Craze and Hoax, con il produttore Mike Spencer. Contiene un campionamento di Funky Drummer di James Brown.
Il singolo è stato pubblicato il 14 agosto 2011 dalla Virgin Records, ed è stato estratto dall'album Our Version of Events. La canzone è stata nominata "disco della settimana" dal deejay Fearne Cotton della BBC Radio 1.

## Il video
Il video musicale prodotto per il brano è stato filmato a Londra nel Regno Unito e diretto da Jake Nava. Il video è stato presentato il 22 agosto 2011 sul canale ufficiale YouTube di Emeli Sandé.

## Tracce
Digital single
1. Heaven - 4:12
2. Heaven (Instrumental) - 4:13
3. Heaven (Live From Angel Studios) - 3:17
4. Easier In Bed (Acoustic Version) - 3:14
5. Kill the Boy (Live From Angel Studios)  - 4:00

Digital remix single
1. Heaven (Nu:Tone Remix) - 6:09
2. Heaven (We Don't Belong In Pacha Remix) - 6:25
3. Heaven (Mojam Remix) - 4:05
4. Heaven (Stripped) - 3:42

7" vinyl
1. Heaven - 4:14
2. Easier In Bed (Acoustic Version) - 3:16

Promo - CD-Single
1. Heaven (Original) - 4:13
2. Heaven (Radio Edit) - 3:44
3. Heaven (Instrumental) - 4:12

Remixes - Promo - CD-Maxi
1. Heaven (Radio Edit) - 3:44
2. Heaven (Nu-Tone Remix) - 6:11
3. Heaven (Mojam Remix) - 4:09
4. Heaven (We Don't Belong In Pacha Radio Mix) - 4:17
5. Heaven (We Don't Belong In Pacha Club Mix) - 6:24

## Classifiche
| Classifica (2011) | Posizione massima |
| ----------------- | ----------------- |
| Belgio (Fiandre)  | 23                |
| Belgio (Vallonia) | 52                |
| Danimarca         | 3                 |
| Italia            | 10                |
| Irlanda           | 29                |
| Paesi Bassi       | 69                |
| Scozia            | 3                 |
| Spagna            | 23                |
| Regno Unito       | 2                 |